# World Club Challenge 1989
El World Club Challenge de 1989 fue la tercera edición del torneo de rugby league más importante de clubes a nivel mundial.

## Formato
Se enfrentan los campeones del año de las dos ligas más importantes de rugby league del mundo, la National Rugby League y la Super League.

## Participantes
| Liga                       | Ganador          |
| -------------------------- | ---------------- |
| National Rugby League 1989 | Canberra Raiders |
| RFL Championship 1988-89   | Widnes Vikings   |

## Encuentro
| 4 de octubre de 1989 | Widnes Vikings | 30 - 18 | Canberra Raiders | Old Trafford, Mánchester        |  |
|                      |                |         |                  | Asistencia: 30 786 espectadores |  |

| Bandera de Inglaterra  |
| Campeón Widnes Vikings |
| Primer título          |